# Maxine Pfannkuch
Maxine Jeanette Pfannkuch (* 1947) ist eine neuseeländische Statistikpädagogin, die für ihre Arbeit zur Reform des neuseeländischen Lehrplans für nationale Statistiken bekannt ist. Sie ist außerordentliche Professorin am Institut für Statistik der University of Auckland und ehemalige Chefredakteurin des Statistics Education Research Journal.

## Leben und Wirken
Pfannkuch unterrichtete ab 1972 an Gymnasien und war von 1983 bis 1987 Leiterin des Fachbereichs Mathematik am Avondale College in Auckland. Nach einer Tätigkeit als Beraterin des Bildungsministeriums und als Dozentin am Auckland College of Education kehrte sie 1994 an die Universität zurück und promovierte 1999 an der Universität Auckland bei Chris J. Wild. Ihre Doktorarbeit trägt den Titel „Characteristics of statistical thinking in empirical enquiry“.
Seit 2015 ist sie Chefredakteurin des Statistics Education Research Journal.
Pfannkuch ist gewähltes Mitglied des Internationalen Statistischen Instituts.

## Auszeichnungen
2015: Campbell Award der New Zealand Statistical Association

## Veröffentlichungen
Pfannkuch hat 80 Publikationen als Haupt- oder Co-Autorin veröffentlicht. Nachstehend sind einige ihrer jüngsten Veröffentlichungen aufgeführt, bei denen sie die Hauptautorin ist.
- Maxine Pfannkuch, Chris Wild, Pip Arnold, Stephanie Budgett: Reflections on a 20-year statistics education research journey, 1999–2019. In: Set: Research Information for Teachers. Nr. 1, 12. Juni 2020, doi:10.18296/set.0158.
- Maxine Pfannkuch, Dani Ben-Zvi, Stephanie Budgett: Innovations in statistical modeling to connect data, chance and context. In: ZDM. Band 50, Nr. 7, 1. Dezember 2018, ISSN 1863-9704, S. 1113–1123, doi:10.1007/s11858-018-0989-2.
- Maxine Pfannkuch: Reimagining Curriculum Approaches. In: International Handbook of Research in Statistics Education. Springer International Publishing, Cham 2018, ISBN 978-3-319-66195-7, S. 387–413, doi:10.1007/978-3-319-66195-7_12.
- Maxine Pfannkuch, Stephanie Budgett: Reasoning from an Eikosogram: an Exploratory Study. In: International Journal of Research in Undergraduate Mathematics Education. Band 3, Nr. 2, 1. Juli 2017, ISSN 2198-9753, S. 283–310, doi:10.1007/s40753-016-0043-0.
- Maxine Pfannkuch, Stephanie Budgett, Rachel Fewster, Marie Fitch, Simeon Pattenwise, Chris Wild, Ilze Ziedins: PROBABILITY MODELING AND THINKING: WHAT CAN WE LEARN FROM PRACTICE? In: STATISTICS EDUCATION RESEARCH JOURNAL. Band 15, Nr. 2, 30. November 2016, ISSN 1570-1824, S. 11–37, doi:10.52041/serj.v15i2.238 (iase-web.org [abgerufen am 28. April 2023]).
- Maxine Pfannkuch, Stephanie Budgett: Markov Processes: Exploring the Use of Dynamic Visualizations to Enhance Student Understanding. In: Journal of Statistics Education. Band 24, Nr. 2, 3. Mai 2016, S. 63–73, doi:10.1080/10691898.2016.1207404.